# Bnei Menashe
Bnei Menashe (em hebraico: בני מנשה; lit. "Filhos de Manassés") é um grupo de mais de 9.000 pessoas que vivem nos estados de Manipur e Mizorão, na Índia (os chamados estados fronteiriços do nordeste), que alegam descender de uma das Tribos Perdidas de Israel. A alegação surgiu depois de um pentecostalista ter sonhado, em 1951, que a religião pré-cristã de seu povo era o judaísmo, e que sua terra natal original era Israel. Linguisticamente, os Bnei Menashe são tibeto-birmaneses, e, etnicamente, pertencem aos mizos, kukis e chins (termos virtualmente intercambiáveis).
São conhecidos em Mianmar como chin, porém de acordo com suas afiliações cada tribo refere-se a si mesmo como kuki, mizo ou chin. Cada indivíduo, no entanto, costuma se identificar mais comumente com sua subtribo, cada uma detentora de um dialeto e identidade própria.
O grupo judaico foi chamado de Bnei Menashe pelo rabino Eliyahu Avichail, porque eles acreditam que o lendário ancestral kuki/mizo, Manmasi, seria Manassés, filho de José.